# 1661
Portal Geschichte | Portal Biografien | Aktuelle Ereignisse | Jahreskalender | Tagesartikel

◄ |
16. Jahrhundert |
17. Jahrhundert
| 18. Jahrhundert | ►

◄ |
1630er |
1640er |
1650er |
1660er
| 1670er | 1680er | 1690er | ►

◄◄ |
◄ |
1657 |
1658 |
1659 |
1660 |
1661
| 1662 | 1663 | 1664 | 1665 | ► | ►►
Staatsoberhäupter  · Nekrolog   · Musikjahr
| Januar | Januar | Januar | Januar | Januar | Januar | Januar | Januar |
| Kw     | Mo     | Di     | Mi     | Do     | Fr     | Sa     | So     |
| ------ | ------ | ------ | ------ | ------ | ------ | ------ | ------ |
| 53     |        |        |        |        |        | 1      | 2      |
| 1      | 3      | 4      | 5      | 6      | 7      | 8      | 9      |
| 2      | 10     | 11     | 12     | 13     | 14     | 15     | 16     |
| 3      | 17     | 18     | 19     | 20     | 21     | 22     | 23     |
| 4      | 24     | 25     | 26     | 27     | 28     | 29     | 30     |
| 5      | 31     |        |        |        |        |        |        |

| Februar | Februar | Februar | Februar | Februar | Februar | Februar | Februar |
| Kw      | Mo      | Di      | Mi      | Do      | Fr      | Sa      | So      |
| ------- | ------- | ------- | ------- | ------- | ------- | ------- | ------- |
| 5       |         | 1       | 2       | 3       | 4       | 5       | 6       |
| 6       | 7       | 8       | 9       | 10      | 11      | 12      | 13      |
| 7       | 14      | 15      | 16      | 17      | 18      | 19      | 20      |
| 8       | 21      | 22      | 23      | 24      | 25      | 26      | 27      |
| 9       | 28      |         |         |         |         |         |         |

| März | März | März | März | März | März | März | März |
| Kw   | Mo   | Di   | Mi   | Do   | Fr   | Sa   | So   |
| ---- | ---- | ---- | ---- | ---- | ---- | ---- | ---- |
| 9    |      | 1    | 2    | 3    | 4    | 5    | 6    |
| 10   | 7    | 8    | 9    | 10   | 11   | 12   | 13   |
| 11   | 14   | 15   | 16   | 17   | 18   | 19   | 20   |
| 12   | 21   | 22   | 23   | 24   | 25   | 26   | 27   |
| 13   | 28   | 29   | 30   | 31   |      |      |      |

| April | April | April | April | April | April | April | April |
| Kw    | Mo    | Di    | Mi    | Do    | Fr    | Sa    | So    |
| ----- | ----- | ----- | ----- | ----- | ----- | ----- | ----- |
| 13    |       |       |       |       | 1     | 2     | 3     |
| 14    | 4     | 5     | 6     | 7     | 8     | 9     | 10    |
| 15    | 11    | 12    | 13    | 14    | 15    | 16    | 17    |
| 16    | 18    | 19    | 20    | 21    | 22    | 23    | 24    |
| 17    | 25    | 26    | 27    | 28    | 29    | 30    |       |

| Mai | Mai | Mai | Mai | Mai | Mai | Mai | Mai |
| Kw  | Mo  | Di  | Mi  | Do  | Fr  | Sa  | So  |
| --- | --- | --- | --- | --- | --- | --- | --- |
| 17  |     |     |     |     |     |     | 1   |
| 18  | 2   | 3   | 4   | 5   | 6   | 7   | 8   |
| 19  | 9   | 10  | 11  | 12  | 13  | 14  | 15  |
| 20  | 16  | 17  | 18  | 19  | 20  | 21  | 22  |
| 21  | 23  | 24  | 25  | 26  | 27  | 28  | 29  |
| 22  | 30  | 31  |     |     |     |     |     |

| Juni | Juni | Juni | Juni | Juni | Juni | Juni | Juni |
| Kw   | Mo   | Di   | Mi   | Do   | Fr   | Sa   | So   |
| ---- | ---- | ---- | ---- | ---- | ---- | ---- | ---- |
| 22   |      |      | 1    | 2    | 3    | 4    | 5    |
| 23   | 6    | 7    | 8    | 9    | 10   | 11   | 12   |
| 24   | 13   | 14   | 15   | 16   | 17   | 18   | 19   |
| 25   | 20   | 21   | 22   | 23   | 24   | 25   | 26   |
| 26   | 27   | 28   | 29   | 30   |      |      |      |

| Juli | Juli | Juli | Juli | Juli | Juli | Juli | Juli |
| Kw   | Mo   | Di   | Mi   | Do   | Fr   | Sa   | So   |
| ---- | ---- | ---- | ---- | ---- | ---- | ---- | ---- |
| 26   |      |      |      |      | 1    | 2    | 3    |
| 27   | 4    | 5    | 6    | 7    | 8    | 9    | 10   |
| 28   | 11   | 12   | 13   | 14   | 15   | 16   | 17   |
| 29   | 18   | 19   | 20   | 21   | 22   | 23   | 24   |
| 30   | 25   | 26   | 27   | 28   | 29   | 30   | 31   |

| August | August | August | August | August | August | August | August |
| Kw     | Mo     | Di     | Mi     | Do     | Fr     | Sa     | So     |
| ------ | ------ | ------ | ------ | ------ | ------ | ------ | ------ |
| 31     | 1      | 2      | 3      | 4      | 5      | 6      | 7      |
| 32     | 8      | 9      | 10     | 11     | 12     | 13     | 14     |
| 33     | 15     | 16     | 17     | 18     | 19     | 20     | 21     |
| 34     | 22     | 23     | 24     | 25     | 26     | 27     | 28     |
| 35     | 29     | 30     | 31     |        |        |        |        |

| September | September | September | September | September | September | September | September |
| Kw        | Mo        | Di        | Mi        | Do        | Fr        | Sa        | So        |
| --------- | --------- | --------- | --------- | --------- | --------- | --------- | --------- |
| 35        |           |           |           | 1         | 2         | 3         | 4         |
| 36        | 5         | 6         | 7         | 8         | 9         | 10        | 11        |
| 37        | 12        | 13        | 14        | 15        | 16        | 17        | 18        |
| 38        | 19        | 20        | 21        | 22        | 23        | 24        | 25        |
| 39        | 26        | 27        | 28        | 29        | 30        |           |           |

| Oktober | Oktober | Oktober | Oktober | Oktober | Oktober | Oktober | Oktober |
| Kw      | Mo      | Di      | Mi      | Do      | Fr      | Sa      | So      |
| ------- | ------- | ------- | ------- | ------- | ------- | ------- | ------- |
| 39      |         |         |         |         |         | 1       | 2       |
| 40      | 3       | 4       | 5       | 6       | 7       | 8       | 9       |
| 41      | 10      | 11      | 12      | 13      | 14      | 15      | 16      |
| 42      | 17      | 18      | 19      | 20      | 21      | 22      | 23      |
| 43      | 24      | 25      | 26      | 27      | 28      | 29      | 30      |
| 44      | 31      |         |         |         |         |         |         |

| November | November | November | November | November | November | November | November |
| Kw       | Mo       | Di       | Mi       | Do       | Fr       | Sa       | So       |
| -------- | -------- | -------- | -------- | -------- | -------- | -------- | -------- |
| 44       |          | 1        | 2        | 3        | 4        | 5        | 6        |
| 45       | 7        | 8        | 9        | 10       | 11       | 12       | 13       |
| 46       | 14       | 15       | 16       | 17       | 18       | 19       | 20       |
| 47       | 21       | 22       | 23       | 24       | 25       | 26       | 27       |
| 48       | 28       | 29       | 30       |          |          |          |          |

| Dezember | Dezember | Dezember | Dezember | Dezember | Dezember | Dezember | Dezember |
| Kw       | Mo       | Di       | Mi       | Do       | Fr       | Sa       | So       |
| -------- | -------- | -------- | -------- | -------- | -------- | -------- | -------- |
| 48       |          |          |          | 1        | 2        | 3        | 4        |
| 49       | 5        | 6        | 7        | 8        | 9        | 10       | 11       |
| 50       | 12       | 13       | 14       | 15       | 16       | 17       | 18       |
| 51       | 19       | 20       | 21       | 22       | 23       | 24       | 25       |
| 52       | 26       | 27       | 28       | 29       | 30       | 31       |          |

| Januar | Januar | Januar | Januar | Januar | Januar | Januar | Januar |
| Kw     | Mo     | Di     | Mi     | Do     | Fr     | Sa     | So     |
| ------ | ------ | ------ | ------ | ------ | ------ | ------ | ------ |
| 53     |        |        |        |        |        | 1      | 2      |
| 1      | 3      | 4      | 5      | 6      | 7      | 8      | 9      |
| 2      | 10     | 11     | 12     | 13     | 14     | 15     | 16     |
| 3      | 17     | 18     | 19     | 20     | 21     | 22     | 23     |
| 4      | 24     | 25     | 26     | 27     | 28     | 29     | 30     |
| 5      | 31     |        |        |        |        |        |        |

| Februar | Februar | Februar | Februar | Februar | Februar | Februar | Februar |
| Kw      | Mo      | Di      | Mi      | Do      | Fr      | Sa      | So      |
| ------- | ------- | ------- | ------- | ------- | ------- | ------- | ------- |
| 5       |         | 1       | 2       | 3       | 4       | 5       | 6       |
| 6       | 7       | 8       | 9       | 10      | 11      | 12      | 13      |
| 7       | 14      | 15      | 16      | 17      | 18      | 19      | 20      |
| 8       | 21      | 22      | 23      | 24      | 25      | 26      | 27      |
| 9       | 28      |         |         |         |         |         |         |

| März | März | März | März | März | März | März | März |
| Kw   | Mo   | Di   | Mi   | Do   | Fr   | Sa   | So   |
| ---- | ---- | ---- | ---- | ---- | ---- | ---- | ---- |
| 9    |      | 1    | 2    | 3    | 4    | 5    | 6    |
| 10   | 7    | 8    | 9    | 10   | 11   | 12   | 13   |
| 11   | 14   | 15   | 16   | 17   | 18   | 19   | 20   |
| 12   | 21   | 22   | 23   | 24   | 25   | 26   | 27   |
| 13   | 28   | 29   | 30   | 31   |      |      |      |

| April | April | April | April | April | April | April | April |
| Kw    | Mo    | Di    | Mi    | Do    | Fr    | Sa    | So    |
| ----- | ----- | ----- | ----- | ----- | ----- | ----- | ----- |
| 13    |       |       |       |       | 1     | 2     | 3     |
| 14    | 4     | 5     | 6     | 7     | 8     | 9     | 10    |
| 15    | 11    | 12    | 13    | 14    | 15    | 16    | 17    |
| 16    | 18    | 19    | 20    | 21    | 22    | 23    | 24    |
| 17    | 25    | 26    | 27    | 28    | 29    | 30    |       |

| Mai | Mai | Mai | Mai | Mai | Mai | Mai | Mai |
| Kw  | Mo  | Di  | Mi  | Do  | Fr  | Sa  | So  |
| --- | --- | --- | --- | --- | --- | --- | --- |
| 17  |     |     |     |     |     |     | 1   |
| 18  | 2   | 3   | 4   | 5   | 6   | 7   | 8   |
| 19  | 9   | 10  | 11  | 12  | 13  | 14  | 15  |
| 20  | 16  | 17  | 18  | 19  | 20  | 21  | 22  |
| 21  | 23  | 24  | 25  | 26  | 27  | 28  | 29  |
| 22  | 30  | 31  |     |     |     |     |     |

| Juni | Juni | Juni | Juni | Juni | Juni | Juni | Juni |
| Kw   | Mo   | Di   | Mi   | Do   | Fr   | Sa   | So   |
| ---- | ---- | ---- | ---- | ---- | ---- | ---- | ---- |
| 22   |      |      | 1    | 2    | 3    | 4    | 5    |
| 23   | 6    | 7    | 8    | 9    | 10   | 11   | 12   |
| 24   | 13   | 14   | 15   | 16   | 17   | 18   | 19   |
| 25   | 20   | 21   | 22   | 23   | 24   | 25   | 26   |
| 26   | 27   | 28   | 29   | 30   |      |      |      |

| Juli | Juli | Juli | Juli | Juli | Juli | Juli | Juli |
| Kw   | Mo   | Di   | Mi   | Do   | Fr   | Sa   | So   |
| ---- | ---- | ---- | ---- | ---- | ---- | ---- | ---- |
| 26   |      |      |      |      | 1    | 2    | 3    |
| 27   | 4    | 5    | 6    | 7    | 8    | 9    | 10   |
| 28   | 11   | 12   | 13   | 14   | 15   | 16   | 17   |
| 29   | 18   | 19   | 20   | 21   | 22   | 23   | 24   |
| 30   | 25   | 26   | 27   | 28   | 29   | 30   | 31   |

| August | August | August | August | August | August | August | August |
| Kw     | Mo     | Di     | Mi     | Do     | Fr     | Sa     | So     |
| ------ | ------ | ------ | ------ | ------ | ------ | ------ | ------ |
| 31     | 1      | 2      | 3      | 4      | 5      | 6      | 7      |
| 32     | 8      | 9      | 10     | 11     | 12     | 13     | 14     |
| 33     | 15     | 16     | 17     | 18     | 19     | 20     | 21     |
| 34     | 22     | 23     | 24     | 25     | 26     | 27     | 28     |
| 35     | 29     | 30     | 31     |        |        |        |        |

| September | September | September | September | September | September | September | September |
| Kw        | Mo        | Di        | Mi        | Do        | Fr        | Sa        | So        |
| --------- | --------- | --------- | --------- | --------- | --------- | --------- | --------- |
| 35        |           |           |           | 1         | 2         | 3         | 4         |
| 36        | 5         | 6         | 7         | 8         | 9         | 10        | 11        |
| 37        | 12        | 13        | 14        | 15        | 16        | 17        | 18        |
| 38        | 19        | 20        | 21        | 22        | 23        | 24        | 25        |
| 39        | 26        | 27        | 28        | 29        | 30        |           |           |

| Oktober | Oktober | Oktober | Oktober | Oktober | Oktober | Oktober | Oktober |
| Kw      | Mo      | Di      | Mi      | Do      | Fr      | Sa      | So      |
| ------- | ------- | ------- | ------- | ------- | ------- | ------- | ------- |
| 39      |         |         |         |         |         | 1       | 2       |
| 40      | 3       | 4       | 5       | 6       | 7       | 8       | 9       |
| 41      | 10      | 11      | 12      | 13      | 14      | 15      | 16      |
| 42      | 17      | 18      | 19      | 20      | 21      | 22      | 23      |
| 43      | 24      | 25      | 26      | 27      | 28      | 29      | 30      |
| 44      | 31      |         |         |         |         |         |         |

| November | November | November | November | November | November | November | November |
| Kw       | Mo       | Di       | Mi       | Do       | Fr       | Sa       | So       |
| -------- | -------- | -------- | -------- | -------- | -------- | -------- | -------- |
| 44       |          | 1        | 2        | 3        | 4        | 5        | 6        |
| 45       | 7        | 8        | 9        | 10       | 11       | 12       | 13       |
| 46       | 14       | 15       | 16       | 17       | 18       | 19       | 20       |
| 47       | 21       | 22       | 23       | 24       | 25       | 26       | 27       |
| 48       | 28       | 29       | 30       |          |          |          |          |

| Dezember | Dezember | Dezember | Dezember | Dezember | Dezember | Dezember | Dezember |
| Kw       | Mo       | Di       | Mi       | Do       | Fr       | Sa       | So       |
| -------- | -------- | -------- | -------- | -------- | -------- | -------- | -------- |
| 48       |          |          |          | 1        | 2        | 3        | 4        |
| 49       | 5        | 6        | 7        | 8        | 9        | 10       | 11       |
| 50       | 12       | 13       | 14       | 15       | 16       | 17       | 18       |
| 51       | 19       | 20       | 21       | 22       | 23       | 24       | 25       |
| 52       | 26       | 27       | 28       | 29       | 30       | 31       |          |

## Ereignisse

### Politik und Weltgeschehen

#### England und seine Kolonien
- 30. Januar: Oliver Cromwell wird, über zwei Jahre nach seinem Tod, gemeinsam mit John Bradshaw und Henry Ireton, exhumiert und in London posthum exekutiert.
- 3. April: Die Britische Ostindien-Kompanie erhält von König Karl. II. die Zivilgerichtsbarkeit und die Militärgewalt in Indien übertragen und darf dort gegen „Ungläubige“ Kriege führen oder Friedensschlüsse vereinbaren.

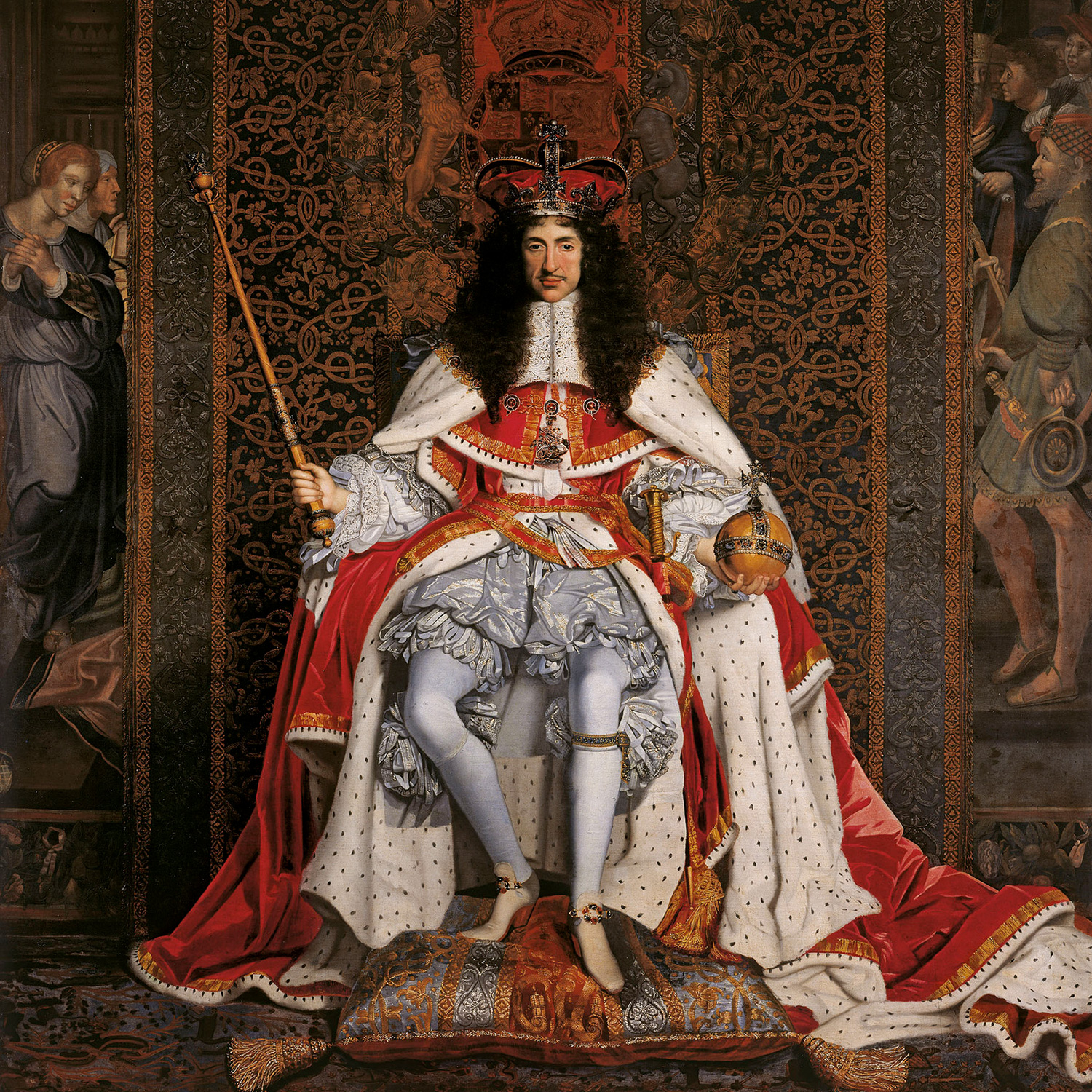
Krönungsporträt Karls II. von John Michael Wright

- 23. April: In Westminster Abbey wird Karl II. zum englischen König gekrönt. Da in der vorigen Zeit des Commonwealth of England die Kronjuwelen zum zweiten Mal verlorengegangen waren, wurde zur Krönung ein neuer Kronschatz angefertigt.

#### Frankreich / Spanien
- 28. Februar: Mit dem Frieden von Vincennes zwischen Frankreich und Lothringen wird die Krise zwischen den beiden Ländern beigelegt. Frankreich zieht sich aus Lothringen zurück, behält strategisch wichtige Orte jedoch in seiner Hand.
- 10. März: Einen Tag nach dem Tod seines Ministers, Kardinal Jules Mazarin, nimmt Frankreichs König Ludwig XIV. alle Regierungsgeschäfte in die eigene Hand.
- 5. September: Nicolas Fouquet, der frühere Oberaufseher über die Finanzen des französischen Königs Ludwig XIV., wird verhaftet. Die Ambitionen des Festgenommenen auf ein höheres Amt, sein zur Schau gestellter Reichtum und die Verstärkung von Festungen missfallen dem Herrscher, der Fouquet einer Fronde verdächtigt.
- 30. September: Im Londoner Kutschenstreit spitzt Ludwig XIV. gezielt den schwelenden Rangstreit zwischen Frankreich und Spanien zu um die französische Vormachtstellung in Europa zu demonstrieren.
- Jean-Baptiste Colbert beginnt im Auftrag von Ludwig XIV. mit der Ausarbeitung des Gesetzeswerks Code Louis. Aufgabe dieses Gesetzescodex ist es, unter Berücksichtigung des südfranzösischen Römischen Rechts und des nordfranzösischen Gewohnheitsrechts Ordnung in die Gesetze und Jurisdiktion des Königreichs zu bringen. Der erste zivilrechtliche Teil wird im Jahr 1667 veröffentlicht, der zweite strafrechtliche Teil im Jahr 1670.

#### Portugal, Niederlande und ihre Kolonien
- 6. August: Im Vertrag von Den Haag beenden Portugal und die Niederlande ihre Auseinandersetzungen um die Rückgabe Niederländisch-Brasiliens, der Kolonie Neu-Holland. Den Portugiesen verbleibt dieser Besitz gegen Zahlung von 63 Tonnen Gold und das Überlassen ihrer Besitzungen in Ceylon und Indien.
- 10. August: Portugal und die Generalstaaten einigen sich im Haag auf einen Friedensvertrag. Gegen den Erhalt von 8 Millionen Gulden in Geld oder Waren verzichten die Holländer auf alle Ansprüche in portugiesischen Kolonien.

#### Weitere Ereignisse in Europa

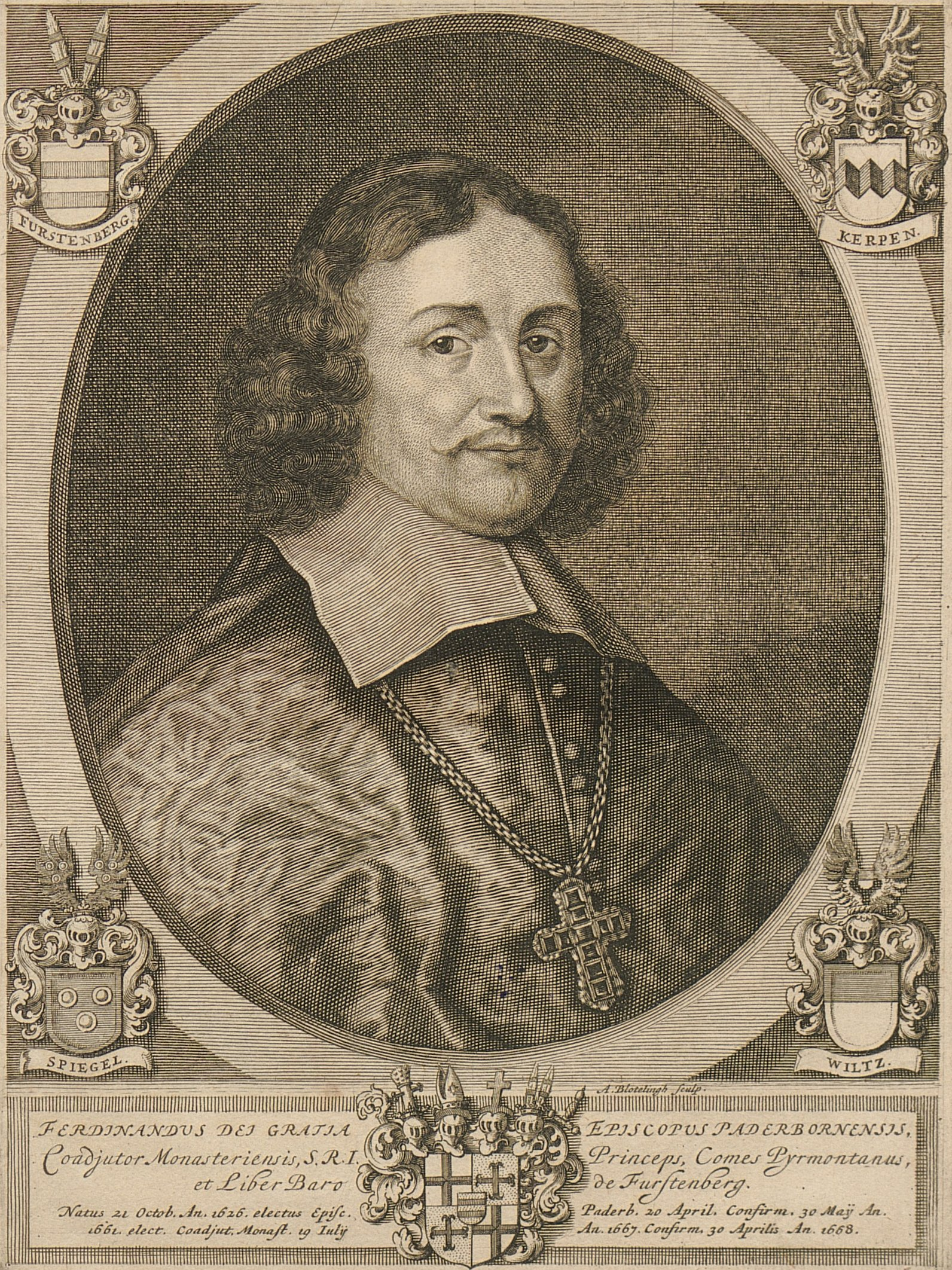
Ferdinand v. Fürstenberg

- Ferdinand von Fürstenberg, geboren 1626 auf der Burg Bilstein, wird Fürstbischof von Paderborn, er regiert das Fürstbistum bis zu seinem Tod 1683.
- Das Souveränitätsgesetz führt in Dänemark-Norwegen (einschließlich Islands, Grönlands und der Färöer) anstelle des bisherigen Wahlmonarchie und Ständegesellschaft die absolute Monarchie und Erbmonarchie ein und macht Dänemark-Norwegen zum einzigen Land in Europa mit in der Verfassung verankertem Absolutismus. Das Gesetz wird von Repräsentanten der Stände in Dänemark und Norwegen separat unterzeichnet.
- Hamburg errichtet die erste Scharhörnbake vor der Elbmündung.

### Wirtschaft
- 5. März: Graf Friedrich Casimir von Hanau-Lichtenberg gewährt ein Privileg zur Herstellung von Fayencen. In Hanau wird daraufhin die erste Fayence-Manufaktur auf deutschem Boden gebaut.
- 12. Mai: In Mainz wird eine Schiffsbrücke über den Rhein für den Verkehr freigegeben. Für das Überqueren des Flusses wird Brückenzoll verlangt.

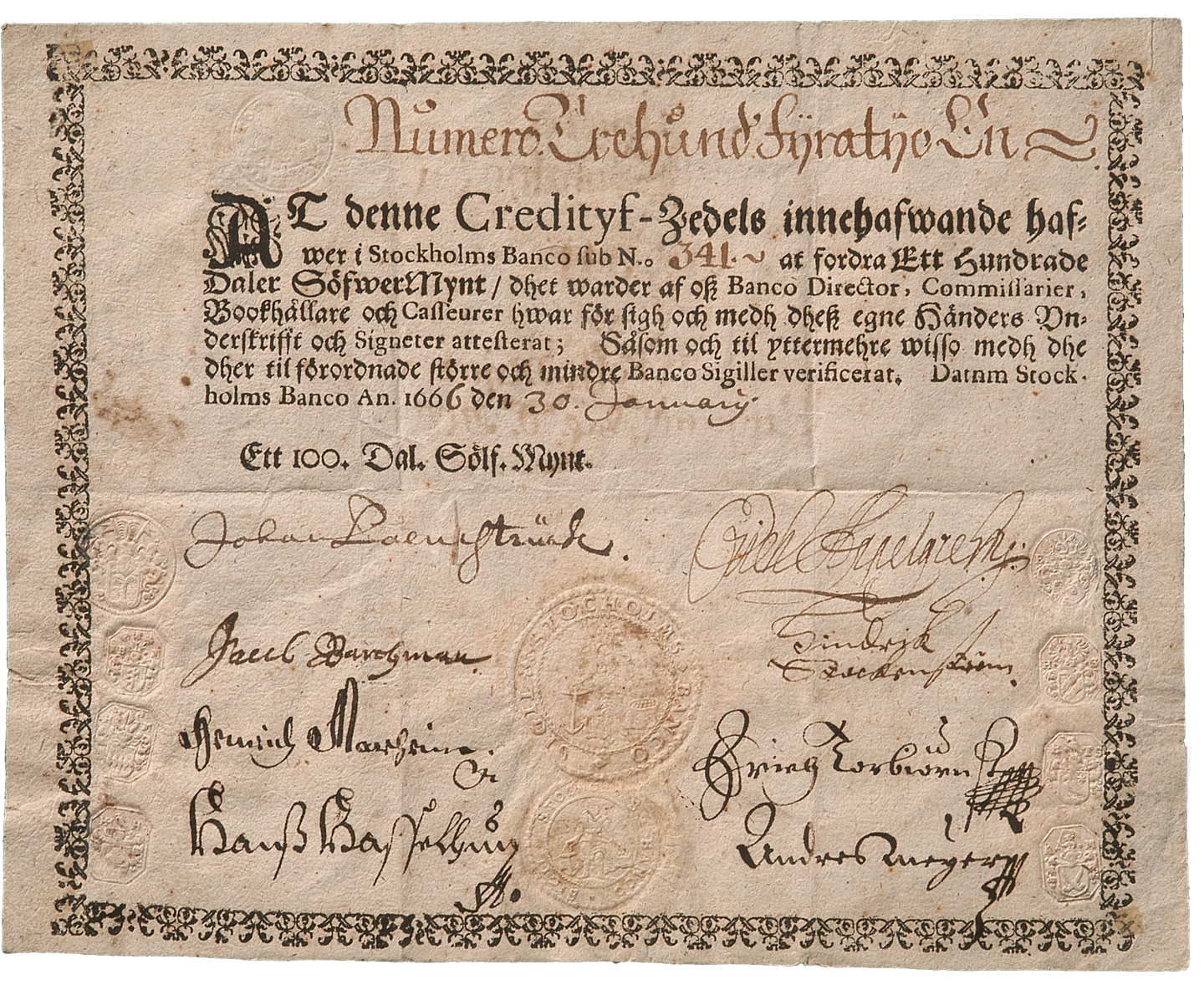
Banknote des Stockholms Banco aus dem Jahr 1661

- 16. Juli: Die private Stockholms Banco bringt – als erstes Kreditinstitut in Europa – eigene Banknoten in Umlauf. Den Wert der ausgegebenen Credityf-Zedel sollen Edelmetallreserven der Bank decken.

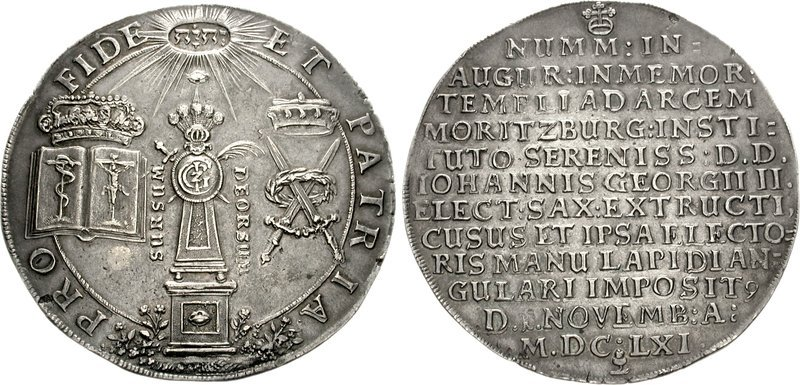
Breiter doppelter Schautaler aus der Münzstätte Dresden

- Der sächsische Kurfürst Johann Georg II. lässt den Schautaler zur Grundsteinlegung der Kapelle im Schloss Moritzburg bei Dresden am 1. November prägen.

### Wissenschaft und Technik
- 28. April: Die katholische University of Santo Tomas wird in Manila eröffnet. Sie ist Asiens erste Universität.
- Der italienische Anatom Marcello Malpighi veröffentlicht seine Entdeckung der Kapillaren.

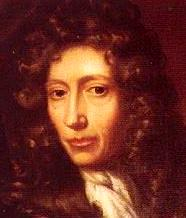
Robert Boyle

- Der irische Naturforscher Robert Boyle verfasst sein Hauptwerk The Sceptical Chymist. Hierin unterstreicht er die Forderung von Francis Bacon, in naturwissenschaftlichen Bereichen gründliche experimentelle Methoden anzuwenden.

### Kultur

#### Architektur und Bildende Kunst
- 30. Dezember: Das schwedische Schloss Drottningholm wird ein Raub der Flammen. Hedwig Eleonora von Schleswig-Holstein-Gottorf, die Witwe des schwedischen Königs Karl X. Gustav, die das 1580 errichtete Schloss erst kurz zuvor gekauft hat, lässt einen neuen Schlossbau nach Plänen des Architekten Nicodemus Tessin d. Ä. im Barockstil errichten.
- Rembrandt van Rijn malt in Öl auf Leinwand das Selbstporträt als Apostel Paulus.

#### Musik und Theater
- 1. März: Uraufführung des Dramas Gli amori d'Apollo con Clizia von Antonio Bertali an der Hofburg Wien in Wien
- 14. Juni: Uraufführung des Dramas Il Ciro crescente von Antonio Bertali im Park des Schlosses Laxenburg
- 17. August: Les Fâcheux (Die Lästigen), die erste Comédie-ballet des französischen Komödiendichters Molière, wird auf Schloss Vaux-le-Vicomte zur Unterhaltung des Königs Ludwig XIV. uraufgeführt.

### Religion
- 1. November: Übertragung des Marien-Gnadenbildes von Soest nach Werl als Strafe für einen Soester Jagdfrevel auf Kurkölnischem Gebiet. In der Folge wird Werl zur Wallfahrtsstadt und ist heute der drittgrößte Wallfahrtsort Deutschlands
- 8. Dezember: Mit der Enzyklika Sollicitudo omnium ecclesiarum stößt Papst Alexander VII. die innerkirchliche Diskussion um die Unbefleckte Empfängnis der Mutter Gottes an.

### Katastrophen
- 30. Dezember: Schloss Drottningholm, Wohnsitz der schwedischen Königswitwe Hedwig Eleonora von Schleswig-Holstein-Gottorf, brennt bis auf die Grundmauern nieder.

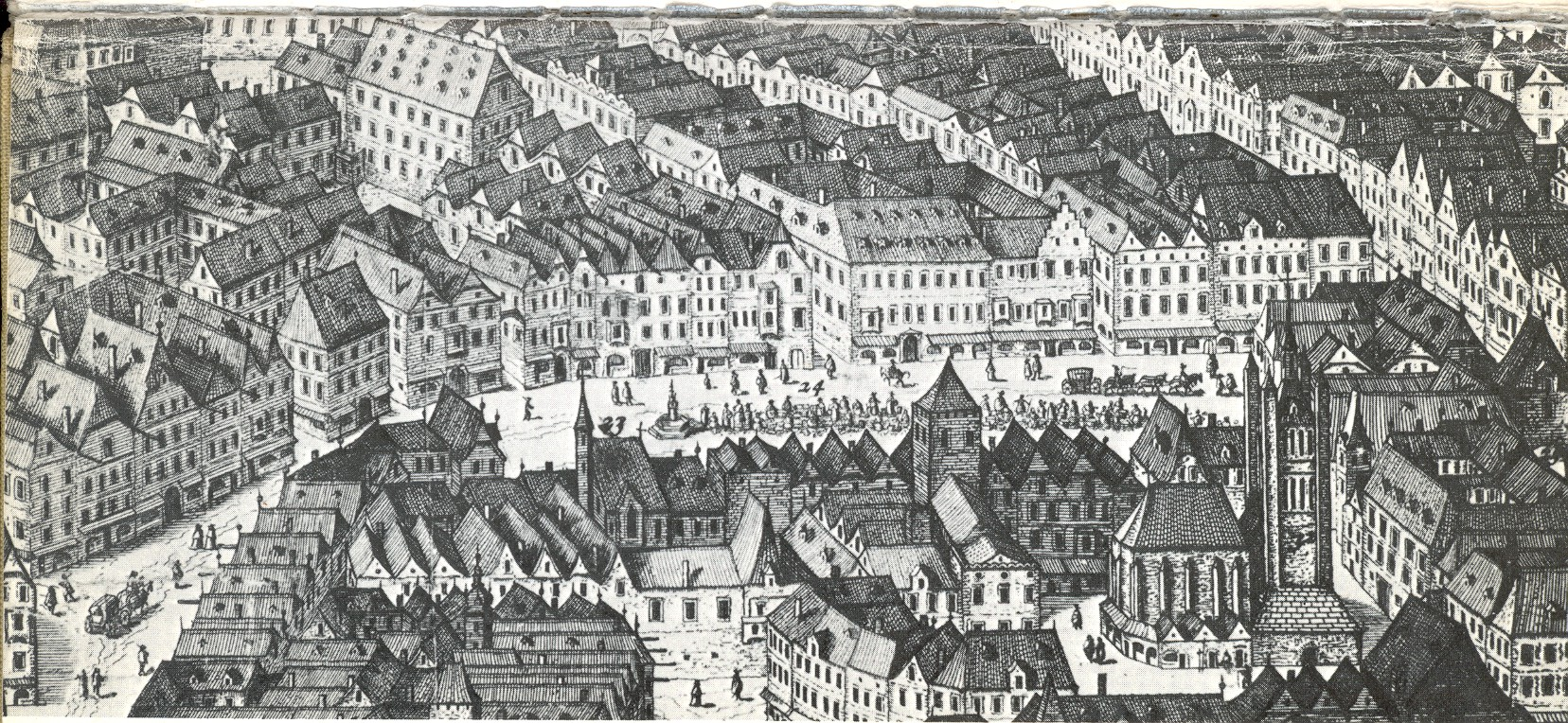
Ausschnitt aus Jacob Hoefnagels Wiener Vogelschau von 1609: Der Graben, rechts unten die erste Peterskirche

- Durch einen Brand wird die 1137 erstmals urkundlich erwähnte und möglicherweise bereits aus dem 8. Jahrhundert stammende ursprüngliche Peterskirche in Wien zerstört und nur notdürftig instand gesetzt. Ein Neubau beginnt erst 40 Jahre später.

## Historische Karten und Ansichten

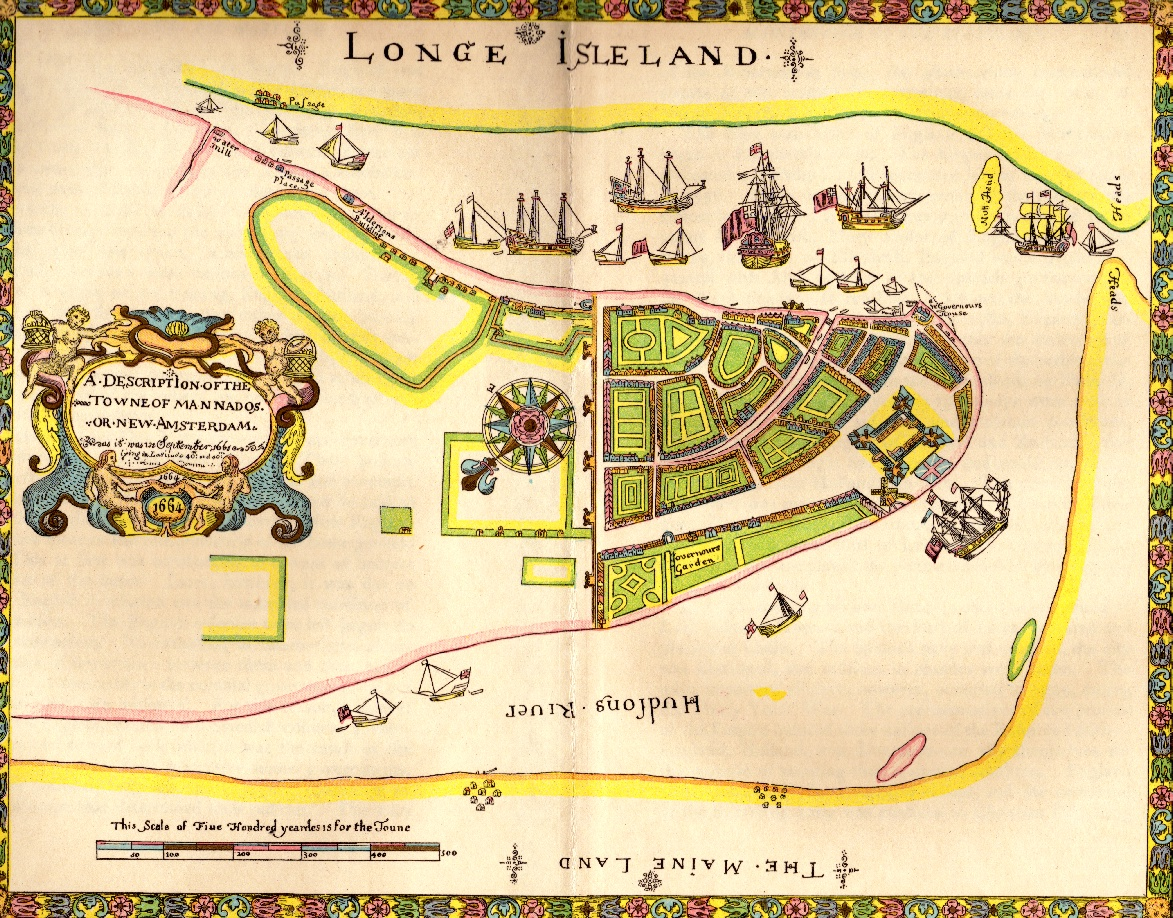
Manhattan 1661

## Geboren

### Erstes Halbjahr
- 09. Januar: Sigmund Carl von Castel-Barco, Fürstbischof von Chiemsee († 1708)
- 25. Januar: Alexander zu Dohna-Schlobitten, kurbrandenburgisch-preußischer Generalfeldmarschall und Diplomat († 1728)
- 25. Januar: Antoine I., Fürst von Monaco († 1731)
- 000Januar: Christian Wernicke, deutscher Epigrammatiker († 1725)
- 12. Februar: Paul Anton, deutscher Theologe († 1730)
- 24. Februar: François Desportes, französischer Maler († 1743)
- 01. März: Franz Köck, österreichischer Orgelbauer († 1719)
- 19. März: Francesco Gasparini, italienischer Komponist († 1727)
- 25. März: Evliya Çelebi, osmanischer Reisender († nach 1683)
- vor 27. März: William Kerr, 2. Marquess of Lothian, britischer Adliger, Offizier und Politiker († 1722)
- 04. April: Louis Armand I. de Bourbon, Fürst von Conti († 1685)
- 04. April: Uejima Onitsura, japanischer Dichter († 1738)
- 05. April: Carl August von Alvensleben, braunschweig-lüneburgischer Hofrat und Magdeburger Domherr († 1697)
- 11. April: Antoine Coypel, französischer Hofmaler († 1722)
- 23. April: Issachar Berend Lehmann, deutscher Bankier, Münzagent, Heereslieferant und Verhandlungsdiplomat († 1730)
- 000April: Anne Finch, Countess of Winchilsea, englische Dichterin († 1720)
- 01. Mai: Johann Georg Neumann, deutscher lutherischer Theologe und Kirchenhistoriker († 1709)
- 09. Mai: Jahandar Shah, Großmogul von Indien († 1713)
- 26. Mai: Ludwig Andreas Gotter, deutscher Kirchenlieddichter und Jurist († 1735)
- 06. Juni: Giacomo Antonio Perti, italienischer Komponist († 1756)
- 09. Juni: Fjodor III., Zar von Russland († 1682)

### Zweites Halbjahr
- 15. Juli: Johann Christoph Weigel, deutscher Kupferstecher, Kunsthändler und Verleger († 1726)
- 29. Juli: Christian Heinrich von Brandenburg-Kulmbach, deutscher Adeliger († 1708)
- 31. Juli: Ignaz Agricola, deutscher Historiker, Philosoph, Theologe und Jesuit († 1729)
- 08. August: Johann Matthias von der Schulenburg, Reichsgraf, Erbherr auf Eden und Feldmarschall im Dienste der Republik Venedig († 1747)
- 11. August: Takarai Kikaku, japanischer Dichter († 1707)
- 22. August: Ferdinand von Fürstenberg, Obriststallmeister des Hochstifts Paderborn († 1718)
- 31. August: David Richter der Ältere, schwedisch-deutscher Porträt- und Landschaftsmaler († 1735)
- 02. September: Georg Böhm, deutscher Organist und Komponist († 1733)
- 02. September: Heinrich, Herzog von Sachsen-Merseburg († 1738)
- 23. September: Georg Pasch, deutscher Ethnologe, Logiker und evangelischer Theologe († 1707)
- 07. Oktober: Sukjong, 19. König der Joseon-Dynastie in Korea († 1720)

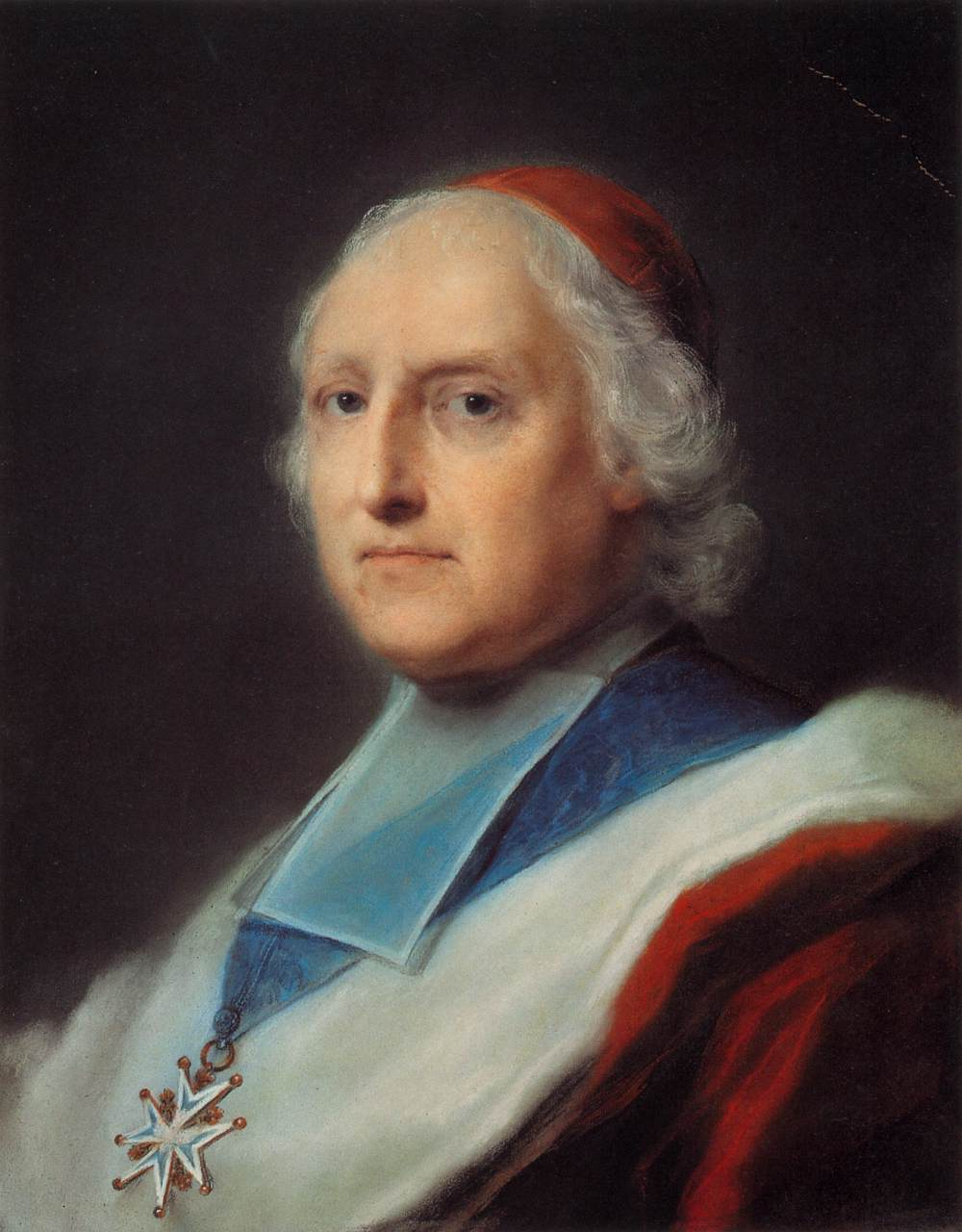
Melchior de Polignac, Porträt von Rosalba Carriera, 1732

- 11. Oktober: Melchior de Polignac, französischer Kardinal, Diplomat und Dichter († 1741)
- 16. Oktober: Anton Ulrich, Herzog von Württemberg-Neuenstadt († 1680)
- 01. November: Ludwig von Frankreich, französischer Thronfolger, Sohn Ludwigs XIV. († 1711)
- 04. November: Karl III. Philipp, Pfalzgraf und Kurfürst von der Pfalz († 1742)

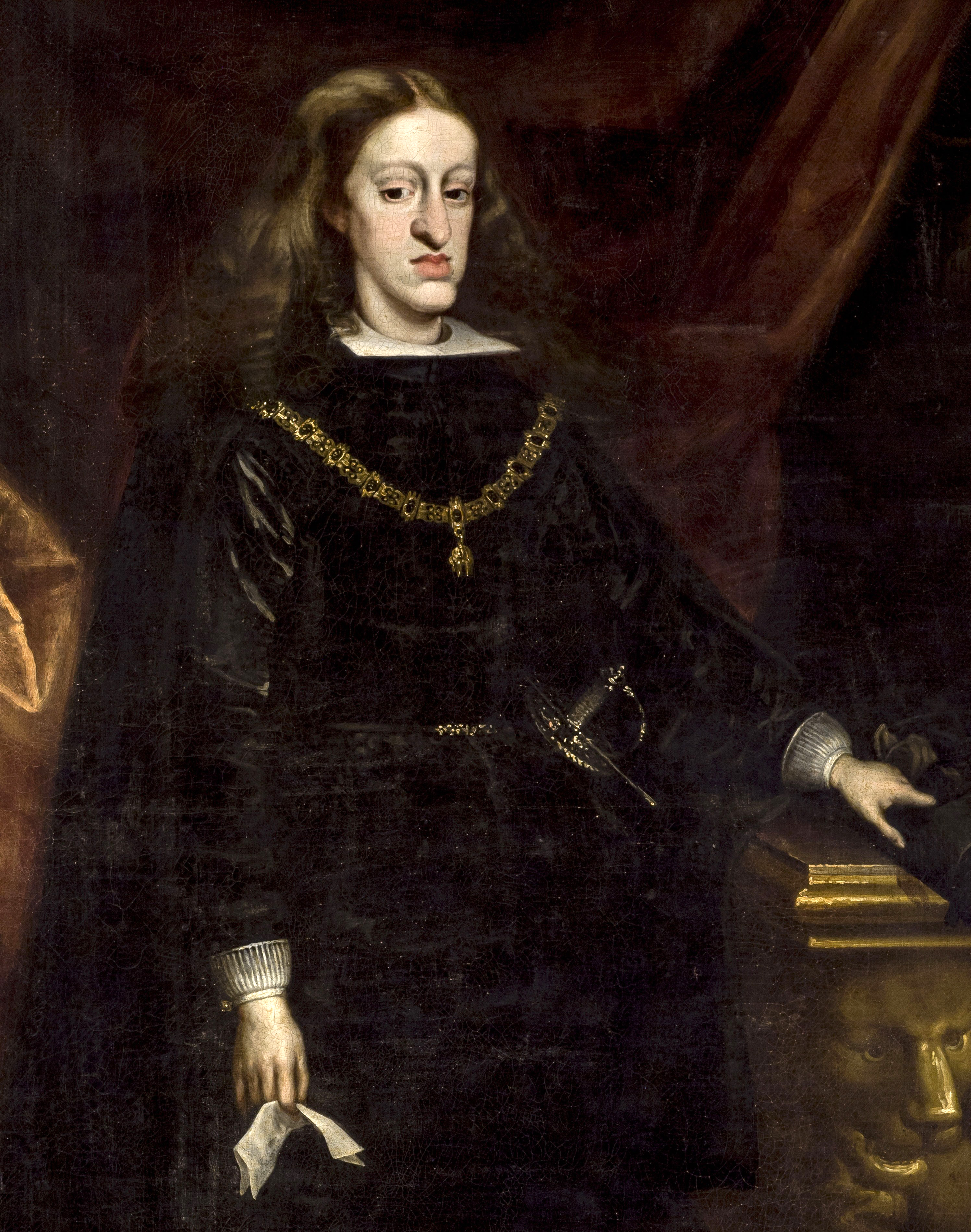
Karl II. von Spanien

- 06. November: Karl II., König von Spanien († 1700)
- 11. November: Johann Friedrich Macrander, deutscher Orgelbauer († 1741)
- 13. November: Erdmuth Dorothea von Sachsen-Zeitz, Herzogin von Sachsen-Merseburg († 1720)
- 22. November: Benoît Audran, französischer Kupferstecher († 1721)
- 27. November: Fjodor Apraxin, russischer Generaladmiral von Peter dem Großen († 1728)
- 28. November: Dorothea Charlotte von Brandenburg-Ansbach, Landgräfin von Hessen-Darmstadt († 1705)
- 28. November: Edward Hyde, 3. Earl of Clarendon, englischer Kolonialgouverneur in den Provinzen New York und New Jersey († 1723)
- 05. Dezember: Robert Harley, 1. Earl of Oxford and Mortimer, britischer Politiker († 1724)

### Genaues Geburtsdatum unbekannt
- Wladimir Wassiljewitsch Atlassow, russischer Entdecker († 1711)
- John Cutts of Gowran, englischer Generalleutnant und Politiker († 1707)
- Lê Gia Tông, vietnamesischer Kaiser († 1675)

## Gestorben

### Todesdatum gesichert
- 19. Januar: Thomas Venner, englischer Küfer (* nach 1600)
- 05. Februar: Shunzhi, chinesischer Kaiser (Qing-Dynastie) (* 1638)
- 07. Februar: Georg Pauli-Stravius, Weihbischof in Köln (* 1593)
- 12. Februar: August Buchner, deutscher Lyriker und Literaturtheoretiker (* 1591)
- 12. Februar: Innocentio Conti, italienischer Militär (* um 1610)
- 15. Februar: Sebastian Peregrin Zwyer, Schweizer Militär, Diplomat und Politiker (* um 1597)
- 01. März: Richard Zouch, englischer Richter und Politiker (* um 1590)
- 09. März: Jules Mazarin, Diplomat, Kardinal und Premierminister (* 1602)
- 24. März: Sigismund Weier, deutscher Mathematiker, Bibliothekar und Historiker (* 1579)
- 04. April: Alexander Leslie, 1. Earl of Leven, schottischer Soldat (* um 1580)
- 05. April: John Webster, englischer Kolonist und Gouverneur der Colony of Connecticut (* 1590)
- 27. April: Elias von Löwen, deutscher Arzt, Mathematiker und Astronom (* 1602)
- 01. Mai: Johann von Geyso, hessen-kasselscher Generalleutnant im Dreißigjährigen Krieg (* 1593)
- 12. Mai: Jacob Willemsz. Delff, holländischer Maler und Hafenmeister der Stadt Delft (* 1619)
- 06. Juni: Martino Martini, österreichischer Jesuit, Kartograph und Historiker in China (* 1614)
- 11. Juni: Georg II., Landgraf von Hessen-Darmstadt (* 1605)
- 21. Juni: Andrea Sacchi, italienischer Maler (* 1599)
- 09. Juli: Friedrich von Pfalz-Zweibrücken, Pfalzgraf und Herzog von Pfalz-Zweibrücken (* 1616)
- 11. Juli: Eitel Friedrich II., Fürst von Hohenzollern-Hechingen und kaiserlicher Feldherr (* 1601)
- 25. Juli: Bernard de Nogaret de La Valette d’Épernon, französischer Feldherr (* 1592)
- 01. August: Carlo Francesco Nuvolone, italienischer Maler und Freskant (* um 1608/09)
- 06. August: Angélique Arnauld, französische Geistliche und Äbtissin von Port-Royal (* 1591)
- 13. August: Giovan Francesco Loredan, italienischer Schriftsteller (* 1607)
- 29. August: Louis Couperin, Komponist, Organist und Geigenspieler (* um 1626)
- 11. September: Jan Fyt, flämischer Maler (* 1611)
- 22. September: Christoph Bach, deutscher Ratsmusikant (* 1613)
- 02. Oktober: Paul Rotenburger, im Fürsterzbistum Salzburg und in Kärnten wirkender Orgelbauer (* 1598)
- 04. Oktober: Jacqueline Pascal, französische Schriftstellerin und Nonne, Schwester von Blaise Pascal (* 1625)
- 06. Oktober: Har Rai, siebter Guru des Sikhismus (* 1630)
- 06. Oktober: Martin Zeiller, deutscher Kompilations- und Reiseschriftsteller (* 1589)
- 18. Oktober: Antoine Léger der Ältere, französisch-schweizerischer evangelischer Geistlicher und Hochschullehrer (* 1594)
- 19. Oktober: Franz von Cramm, deutscher Hofbeamter (* 1610)
- 26. Oktober: Johann Balthasar Schupp, deutscher Schriftsteller (* 1610)
- 31. Oktober: Köprülü Mehmed Pascha, Großwesir des Osmanischen Reiches (* um 1580)
- 02. November: Daniel Seghers, flämischer Maler (* vor 1590)
- 11. November: David Ryckaert, flämischer Maler (* 1612)
- 16. November: Muhammad Ali, Sultan von Brunei
- 01. Dezember: Franz Wilhelm von Wartenberg, Kardinal, Fürstbischof von Osnabrück und Regensburg sowie kurkölnischer Premierminister (* 1593)
- 02. Dezember: Daniel Seghers, flämischer Maler (* 1590)
- 04. Dezember: Murad Bakhsh, Sohn des indischen Großmoguls Shah Jahan (* 1624)

### Genaues Todesdatum unbekannt
- Cornelis Vroom, niederländischer Maler (* 1591)